# Open Season 3
Open Season 3 (titulada como Open Season 3: Más salvajes que nunca en Hispanoamérica y Colegas en el bosque 3 en España) es la segunda secuela de la película Open Season y la secuela de Open Season 2. Sigue con los personajes Boog y Elliot, donde Boog quiere ir con sus amigos a una velada, pero nadie puede y él decide ir solo.

## Argumento
Boog tiene previsto un viaje anual de los chicos para pasar tiempo con sus amigos. Sin embargo, Elliot se ha distanciado de él desde que había formado una familia. Boog está desilusionado porque todo el mundo quiere pasar tiempo con sus familias lo que hace que Boog vaya en un viaje en busca de los suyos, el cual lo lleva a un circo ruso de viajes.
Mientras que en el circo, Boog cumple con Doug, un oso perezoso, desaliñado pardo que está cansado de actuar en el circo en el banquillo. Él anhela ser reconocido como rey de pleno derecho de la selva, el gobernante de la vida silvestre. Doug convence a Boog para cambiar su vida en el bosque por el lugar de Doug en el circo. Boog acepta la oferta, pero todo resulta una estafa ya que lo único que quería Doug hacer era escapar.
Mientras tanto, Boog se enamora perdidamente de Ursa, una hembra de oso pardo que nació en Rusia y que sin esfuerzo puede caminar en la cuerda floja, hacer malabares y danzar. Cuando la pareja comienza a trabajar en conjunto, obtienen mucho más que un dúo armónico de lo que parece a primera vista. Cuando los amigos de Boog averiguan sobre la desaparición de Boog, así como los animales domésticos dejan a un lado sus diferencias y traman una misión de rescate para salvar a Boog.
Los amigos de Boog llegan al circo. Quieren que Boog vuelva a casa, pero él no quiere salir y dejar a Ursa. De repente, Doug llega y le pide perdón a Boog por engañarlo. Mientras que Doug lleva a cabo los actos de circo para el público, Elliot le dice Boog que puede quedarse en el circo si quiere. Boog no quiere decidir por Ursa o Elliot, por lo que convence a la Osa de ir a vivir en el bosque con ellos.
Ursa disfruta la vida en el bosque. Los chicos finalmente van en el viaje de los chicos y cantan Willie Nelson "On the Road Again" mientras Ian hace una fiesta con las chicas, todos bailan alrededor de un pastel y hacen twerking a la audiencia. En una escena poscréditos, Alistair y Doug están disfrutando de su viaje alrededor del mundo.

## Reparto
- Matthew J. Munn como Boog,  Doug, Voces Adicionales
- Matthew W. Taylor como Elliot, Ian, Reilly, Buddy, Deni, Voces Adicionales
- Melissa Sturm como Giselle, Ursa, Voces Adicionales
- Karley Scott Collins como Gisela.
- Ciara Bravo como Giselita.
- Harrison Fahn como Elvis.
- Dana Snyder como Alistair.
- André Sogliuzzo como Guido.
- Cody Cameron como Sr. Weenie.
- Georgia Engel como Bobbie.

## Crítica
La película tuvo críticas duras. Una reseña en DVD Verdict declara: "Esta exhaustivamente predecible historia ejemplifica todo lo que está mal con respecto a las secuelas animadas directas para DVD de las películas de enorme presupuesto: la trama es horriblemente predecible y hace refritos de muchas ideas de la original, los grandes actores de voz son reemplazados por pésimos substitutos y la calidad de la animación ha disminuido dramáticamente (la mayoría del aspecto visual están en el nivel de un videojuego o una de esas baratas series animadas por computador de los sábados por la mañana)".